# Dinetus (Pflanzengattung)
Dinetus ist eine in Asien vorkommende, acht Arten umfassende Pflanzengattung aus der Familie der Windengewächse (Convolvulaceae).

## Beschreibung

### Vegetative Merkmale
Dinetus sind krautige, einjährige oder ausdauernde Kletterpflanzen. Das Wurzelsystem besteht aus Faserwurzeln, nur in Dinetus duclouxii bilden sich vergrößerte Speicherorgane. Die Stängel sind striegelhaarig behaart, an den Knoten oftmals filzig, ansonsten jedoch nahezu unbehaart. Die Blattstiele sind drehrund und auf der Oberseite gefurcht oder aber abgeflacht, gelegentlich wird ein Pulvinus gebildet.  Die Blattspreiten sind herzförmig und ganzrandig oder gelappt und dünn häutig. Die Aderung ist fußförmig, es werden zwei oder drei Paar basale Nebenadern und ein bis zwei (selten drei) an der Spitze stehende Nebenadern gebildet. Die Aderung ist deutlich zu erkennen, auf der Unterseite sind die Adern oftmals geflügelt.

### Blütenstände und Blüten
Die Blütenstände stehen einzeln oder paarweise in den Achseln, sie sind traubig oder rispig gebaut, die Blühreihenfolge ist von der Basis zur Spitze. Die beständigen Tragblätter sind laubblattartig und können gestielt, aufsitzend oder stängelumfassend sein. Die zwei (selten drei) Vorblätter stehen direkt unterhalb der Blüte. Es sind winzige Schuppen, nur in Dinetus ducloxii ähneln sie den Kelchblättern.
Die Blüten sind klein bis groß und oftmals duftend. Die fünf frei stehenden, gleich oder ungleich großen Kelchblätter überlappen sich dachig (quincuncial) oder die Basis ist leicht keilförmig gefaltet. Die Krone ist trichter- oder fast stieltellerförmig. Die Kronlappen sind bis auf ein kleines Haarbüschel an der Spitze der Achse der Kronblätter (Interplica) unbehaart, in der Knospe sind sie verdreht gefaltet.
Die fünf Staubblätter sind gleich oder ungleich lang und ragen nicht über die Krone hinaus. Der untere Teil der Staubfäden ist mit der Kronröhre verwachsen und kann unbehaart oder filzig behaart sein. Die Staubbeutel sind speerförmig-pfeilförmig oder linealisch und nach innen gewendet, sie springen bereits vor dem Aufblühen auf. Die Pollenkörner sind tricolpat und nicht stachelig. Der Stempel ragt nicht über die Krone hinaus. Der Blütenboden ist kreisförmig, fünflappig oder fehlt. Der Fruchtknoten ist einkammerig und enthält zwei aufrechte, basal stehende Samenanlagen. Der Griffel ist einfach und oftmals oberhalb der Basis gelenkig. Die Narbe ist elliptisch, ganzrandig und eingekerbt oder seitlich leicht zweilappig.

### Früchte und Samen
Die Früchte sind häutige Balgfrüchte, die von einem stark vergrößerten, papierartigen Kelch umgeben werden. Dieser weist an der Basis sieben oder neun (selten auch fünf oder elf) parallele, längs verlaufende Adern auf, von denen drei die Spitze erreichen. Der Kelch ist zurückgebogen oder umfasst die Frucht locker anliegend.
In der Frucht befindet sich ein einziger Same, der elliptisch bis fast kugelig geformt ist, oftmals geflügelt ist und eine glatte, unbehaarte Oberfläche besitzt. Das basal stehende Hilum ist unauffällig und halbkreisförmig.

## Systematik

### Äußere Systematik
Innerhalb der Windengewächse wird die Gattung nach molekularbiologischen Erkenntnissen in die Tribus Cardiochlamyeae eingeordnet. Neben der Gattung Dinetus zählen die Gattungen Cardiochlamys, Cordisepalum, Duperreya, Poranopsis und Tridynamia ebenfalls zu dieser Tribus.

### Innere Systematik
Zur Gattung Dinetus werden acht Arten gezählt:
- Dinetus decorus (W.W. Sm.) Staples: Sie kommt von Assam bis Sichuan und Yunnan vor.[2]
- Dinetus dinetoides (C.K. Schneid.) Staples: Sie kommt von Assam bis Sichuan und Yunnan vor.[2]
- Dinetus duclouxii (Gagnep. & Courchet) Staples: Die Heimat ist China.[2]
- Dinetus grandiflorus (Wall.) Staples: Das Verbreitungsgebiet reicht vom Himalaja bis zum südlichen Tibet.[2]
- Dinetus malabaricus (C.B. Clarke) Staples: Die Heimat ist Indien.[2]
- Dinetus racemosus (Roxb.) Buch.-Ham. ex Sweet: Das Verbreitungsgebiet reicht von Pakistan bis Malesien und China.[2]
- Dinetus rhombicarpus Staples: Das Verbreitungsgebiet reicht von Assam bis Myanmar.[2]
- Dinetus truncatus (Kurz) Staples: Die Heimat ist das östliche Myanmar und das südliche China.[2]

Die Typusart ist Dinetus racemosus.

## Vorkommen
Die Arten der Gattung Dinetus sind in Asien weit verbreitet.